# Palmital (Paraná)
Palmital ist ein brasilianisches Munizip in der Mitte des Bundesstaats Paraná. Es hat 13.033 Einwohner (2022), die sich Palmitalenser nennen. Seine Fläche beträgt 818 km². Es liegt 856 Meter über dem Meeresspiegel.

## Etymologie
Als die ersten Siedler 1929 in das Land eindrangen, gaben sie jedem Platz einen Namen nach den Erlebnissen des jeweiligen Tages. So entstanden Pinhal do Corvo (deutsch: Rabenwald), Queixo da anta (Tapirklage), Rio Guaraipó, Queixo de Tatêto (Pekarigrunzen), Sanga Funda (Tiefenbach) und schließlich Palmital (Palmenhain) wegen der vielen Palmen an diesem Platz.

## Geschichte

### Besiedlung
Im Jahr 1929 sah sich Maximiliano Vicentin aufgrund des Preisverfalls der Herva Mate gezwungen, sein Geschäft am Rio Capivari in der Nähe von Campina de Simão zu schließen. Er organisierte eine Gruppe von 15 Männern, drang ins Hinterland ein, reiste über Santa Maria do Oeste ein und gelangte schließlich nach Palmital. Hier mästeten sie Schweine und bauten Nahrungsmittel an. Die weitere Besiedlung basierte auf der Gewinnung von Holz und Herva Mate durch italienische und ukrainische Einwanderer, die ihre typischen religiösen, kulinarischen und kulturellen Bräuche bis heute beibehalten haben.

### Erhebung zum Munizip
Palmital wurde durch das Staatsgesetz Nr. 4338 vom 25. Januar 1961 aus Pitanga ausgegliedert und in den Rang eines Munizips erhoben. Es wurde am 15. November 1961 als Munizip installiert.

## Geografie

### Fläche und Lage
Palmital liegt auf dem Terceiro Planalto Paranaense (der Dritten oder Guarapuava-Hochebene von Paraná). Seine Fläche beträgt 818 km². Es liegt auf einer Höhe von 826 Metern.

### Geologie und Böden
Die Böden bestehen aus fruchtbarer Terra-Roxa.

### Vegetation
Das Biom von Palmital ist Mata Atlântica.

### Fauna
Die ursprüngliche Tierwelt ist weitgehend verschwunden. Denn die Wälder und damit die Lebensräume der Wildtiere wurden gerodet. Hinzu kam die ungeregelte Jagd durch Freizeitjäger, der Raubfischfang und schließlich die Umweltverschmutzung. Heute erholt sich die wilde Fauna wieder dank des Bewusstseins der Landwirte für den Naturschutz. 
In Palmital findet man verschiedene Arten von Wildtieren wie Brüllaffen, Ameisenbären, Füchse, Buschhunde, Hasen, Rehe, Pacas, Gürteltiere, Wasserschweine, Igel, fast alle dieser sehr seltenen Arten. Trotz der wahllosen Bejagung gibt es immer noch eine große Anzahl von Vögeln, darunter Azurfinken, Saracuras, Tukane und viele mehr. Zum Schutz der Fauna in der Gemeinde ist die Jagd zu jeder Jahreszeit verboten und der Fischfang geregelt.

### Klima
Das Klima ist gemäßigt warm. Es werden hohe Niederschlagsmengen verzeichnet (1674 mm pro Jahr). Die Klimaklassifikation nach Köppen und Geiger lautet Cfa. Im Jahresdurchschnitt liegt die Temperatur bei 19,2 °C.

### Gewässer
Palmital liegt im Einzugsgebiet des Piquirí. Dieser bildet die südliche Grenze des Munizips. Die nördliche Grenze bildet der Rio Cantu. Dessen linker Nebenfluss Rio Seperepe fließt auf der westlichen Grenze, auf der östlichen Grenze dessen ebenfalls linker Nebenfluss Rio da Prata. 

### Straßen
Palmital ist über die PR-364 mit Campina da Lagoa verbunden. Über die PR-158 kommt man im Süden nach Laranjeiras do Sul. Die PR-454 führt nach Osten nach Santa Maria do Oeste.

### Nachbarmunizipien
| Roncador | Mato Rico                                   | Pitanga              |
| Laranjal | Kompassrose, die auf Nachbargemeinden zeigt | Santa Maria do Oeste |
|          | Marquinho                                   | Goioxim              |

## Stadtverwaltung
Bürgermeister: Valdenei de Souza, PL (2021–2024)
Vizebürgermeister: Roberto Carlos Rossi, PSD (2021–2024)

## Demografie

### Bevölkerungsentwicklung
| Jahr | Einwohner | Stadt | Land |
| ---- | --------- | ----- | ---- |
| 1970 | 29.420    | 5 %   | 95 % |
| 1980 | 34.066    | 13 %  | 87 % |
| 1991 | 24.317    | 22 %  | 78 % |
| 2000 | 16.958    | 42 %  | 58 % |
| 2010 | 14.865    | 50 %  | 50 % |
| 2022 | 13.033    |       |      |

Quelle: IBGE (2011) und Volkszählung 2022

### Ethnische Zusammensetzung
| Gruppe * | 1991    | 2000    | 2010    | wer sich als …                                                                   |
| --- | ------- | ------- | ------- | -------------------------------------------------------------------------------- |
| Weiße | 77,4 %  | 84,3 %  | 78,6 %  | weiß bezeichnet                                                                  |
| Schwarze | 3,2 %   | 1,8 %   | 1,6 %   | schwarz bezeichnet                                                               |
| Gelbe | 0,0 %   | 0,2 %   | 1,4 %   | von fernöstlicher Herkunft wie japanisch, chinesisch, koreanisch etc. bezeichnet |
| Braune | 19,3 %  | 13,3 %  | 18,4 %  | braun oder als Mischung aus mehreren Gruppen bezeichnet                          |
| Indigene | 0,1 %   | 0,0 %   | 0,0 %   | Ureinwohner oder Indio bezeichnet                                                |
| ohne Angabe | 0,0 %   | 0,3 %   | 0,0 %   |                                                                                  |
| Gesamt | 100,0 % | 100,0 % | 100,0 % |                                                                                  |
| *) Das IBGE verwendet für Volkszählungen ausschließlich diese fünf Gruppen. Es verzichtet bewusst auf Erläuterungen. Die Zugehörigkeit wird vom Einwohner selbst festgelegt. |         |         |         |                                                                                  |

Quelle: IBGE (Stand: 1991, 2000 und 2010)

## Wirtschaft
Die Wirtschaft basiert im Wesentlichen auf Landwirtschaft und Viehzucht. Seit Beginn der Kolonialisierung haben sich die Gewinnung von Herva Mate und der Anbau von Mais hervorgetan, was dazu geführt hat, dass das Maisfest jedes Jahr zur Tradition in der Gemeinde geworden ist. Gegenwärtig ist die Landwirtschaft diversifiziert, wobei unter anderem der zunehmende Anbau von Maulbeerbäumen für die Seidenraupenzucht hervorzuheben ist. Neben der wachsenden Mais- und Sojaproduktion ist auch die Viehzucht von großer wirtschaftlicher Bedeutung: Rind- und Milchvieh mit anerkannten genetischen und produktiven Standards, aber auch die Schweinezucht verzeichnen ein starkes Wachstum. Die Landwirte sind in 33 Vereinigungen ländlicher Erzeuger organisiert, in denen sie gemeinsam und mit Unterstützung der Gemeinde nach Produktionsalternativen suchen.